# Gole di Tiberio
Le gole di Tiberio (o gole del Pollina; 'u Mirìcu in siciliano) sono un piccolo canyon naturale tra i territori dei comuni di San Mauro Castelverde, Castelbuono e Pollina, ricadenti nel Parco delle Madonie in Sicilia. 
Poste a circa 100 m s.l.m., si trovano lungo il fiume Pollina a circa dieci chilometri di distanza dalla foce di esso, il Mar Tirreno.

## Origine del nome
L'omonima contrada in cui esse sorgono è una borgata di San Mauro Castelverde dalle nobili origini, oggi spopolata ma un tempo abitata da circa un centinaio di persone, ex feudo della casata dei Ventimiglia, conti di Geraci Siculo. Pare che questa, stando alle tradizioni orali locali, abbia preso la denominazione di "Tiberio" per il fatto che in quella zona fosse anche esistita una villa d'età imperiale che i nobili abitanti del periodo romano intitolarono proprio all'imperatore Tiberio. 

## Descrizione

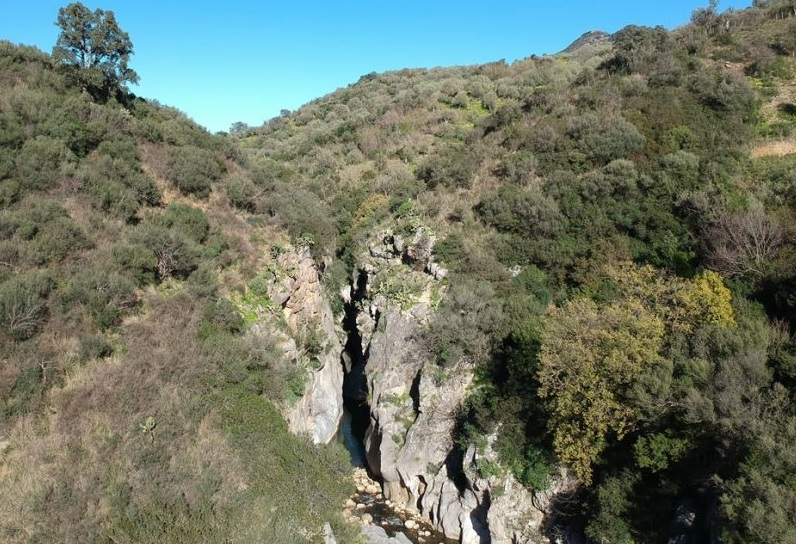
Panoramica della Gola immortalata dall'alto

Nel loro complesso, le Gole si stagliano per circa 450 metri lungo il fiume Pollina (che si sviluppa per quasi 37 Km e nasce dalla catena montuosa delle Madonie, presso le pendici della Rupe Rossa, nel territorio del comune di Gangi). Le pareti di esse possono raggiungere fino ai 50 metri d'altezza mentre le acque gli 8 metri di profondità massima. Lungo le rocce, molto allisciate, è possibile imbattersi in alcuni fossili di gasteropodi e anche in numerose fessure in cui nidificano diverse specie di uccelli a pelo d’acqua. Per via del continuo flusso d'acqua del fiume, che riceve tra l'altro diversi affluenti, si è leggendariamente creduto che esso fosse legato al mare per via subacquea lungo la zona del "mirìcu" (antica parola locale col significato di "ombelico").
Nella parte iniziale, alcune rocce sembrano prendere sembianze antropomorfe, soprattutto in riferimento alla tradizione orale che narra della presenza del "mostro" (il guardiano del luogo imprigionato da spiriti malvagi). A metà percorso è presente un grande masso che veniva utilizzato come passaggio segreto dai briganti, i quali, stando alla leggenda, avevano nascosto tra gli anfratti un leggendario tesoro.

## Geologia
Classificate come G4 nella relativa guida geologica e di rilevante interesse geomorfologico e paesaggistico, le rocce di natura calcarea si sono formate a partire dal Triassico superiore, più di 200 milioni di anni fa, mentre la comparsa del fiume, il sollevamento e il distanziamento di esse, iniziati nel Miocene, si è completato circa due milioni di anni fa. Di origine fluvio-carsica, lungo le pareti sono visibili morfologie legate all’azione fluviale e al carsismo. In quanto ricadenti nel Parco delle Madonie, sono state riconosciute dall'UNESCO come uno dei siti Geoparks Network.

## Galleria d'immagini

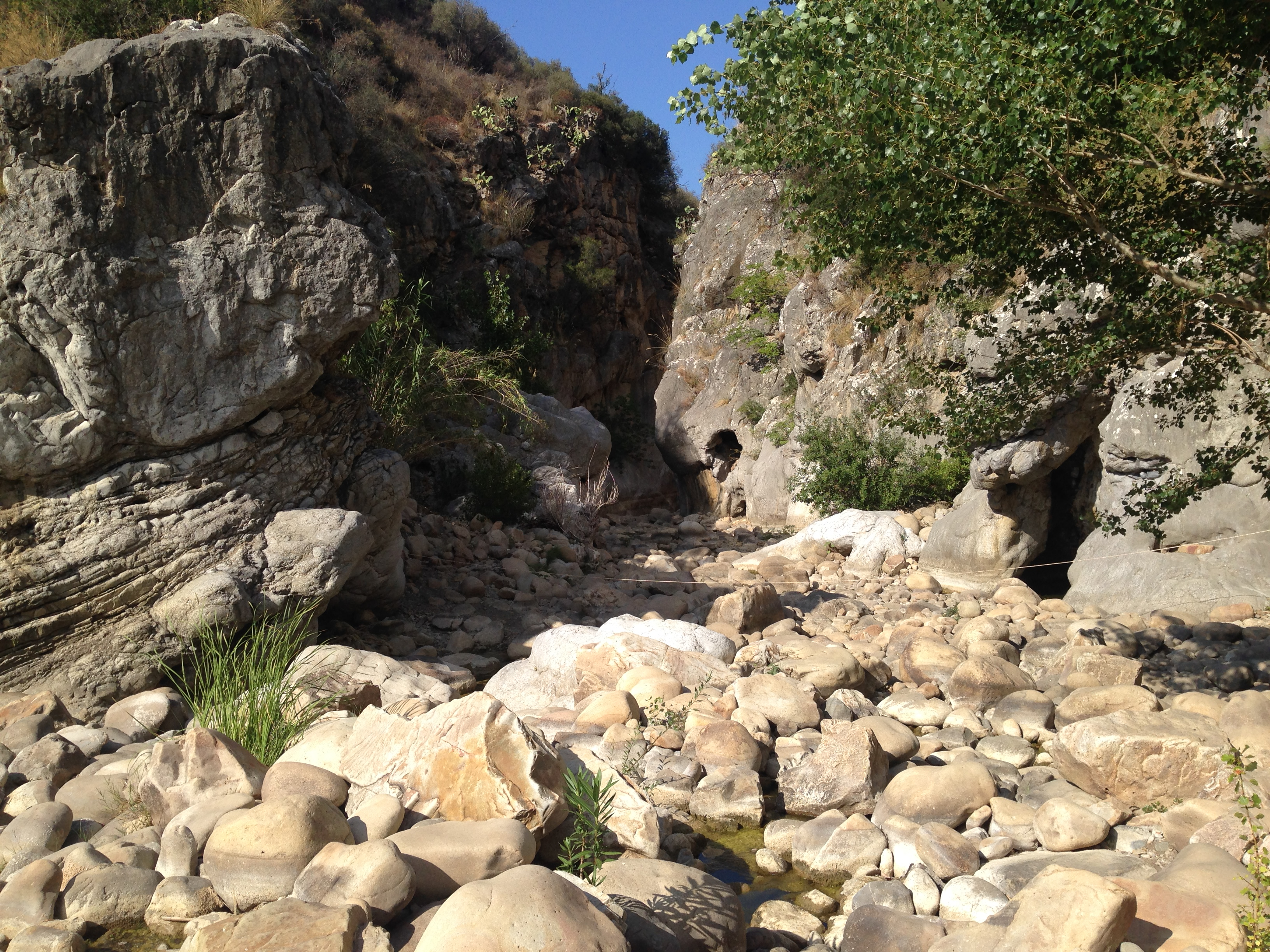
Parte iniziale delle Gole con vista sul letto del fiume Pollina
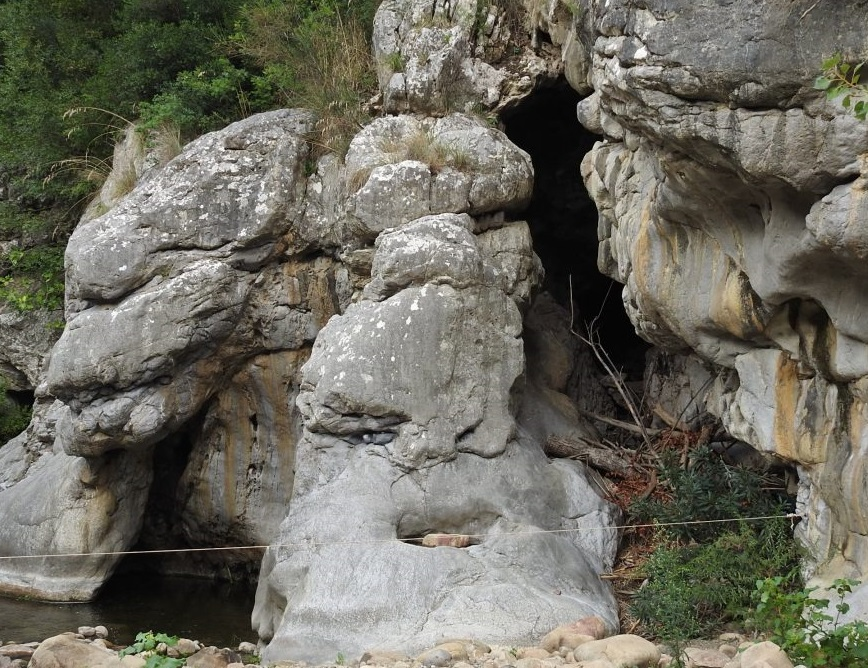
"U mòstru", il "guardiano" delle Gole
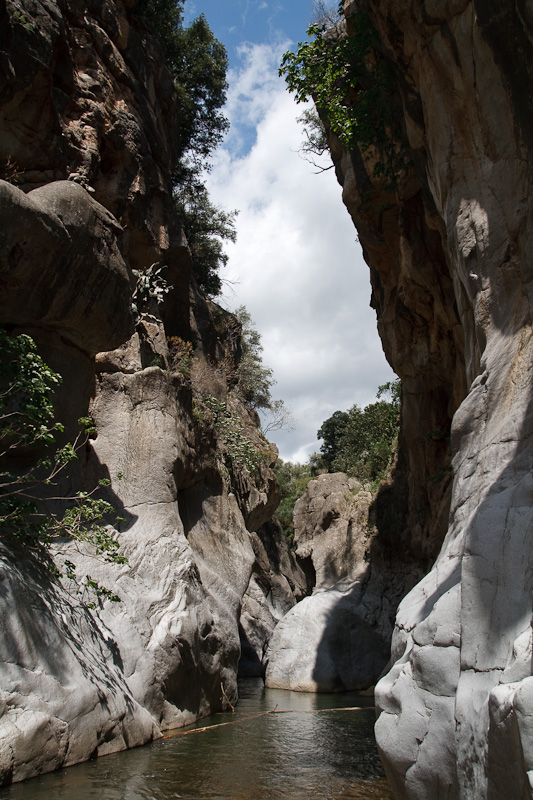
Sezione d'ingresso all'interno della Gola
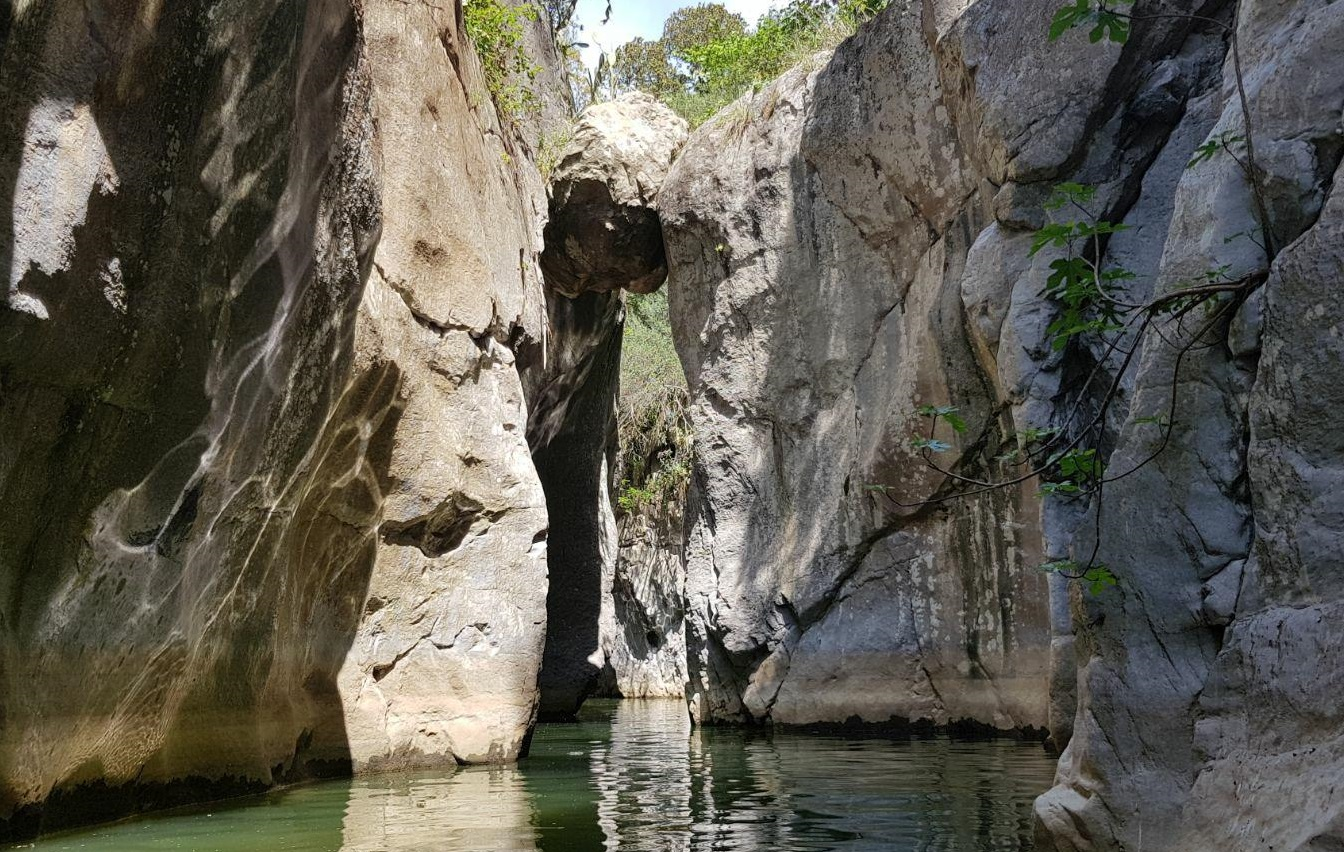
Centro della Gola con giochi di luce e masso dei briganti
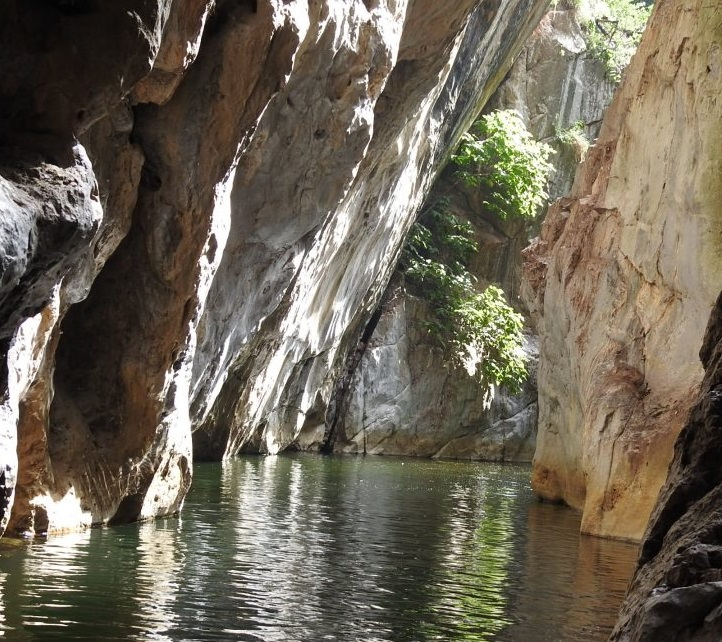
"U Mirìcu" visto da Nord